# Ara chloropterus
El guacamayo rojo o guacamayo aliverde (Ara chloropterus) es una especie de ave psitaciforme de la familia de los psitácidos que habita en los bosques y tierras arboladas del norte y centro de América del Sur. 
Son grandes guacamayos que atraen la atención por su vívido y espectacular colorido, y su llamado estridente con el que se comunican durante el vuelo. Los ejemplares jóvenes se parecen a los adultos, pero tienen la cola más corta.
Por lo general, se encuentran en parejas o en grupos pequeños, tal vez familiares; a veces se asocian con otros guacamayos, especialmente en tierra, donde se reúnen en grandes grupos para consumir arenas minerales expuestas. Se alimentan de semillas, frutas y nueces.
Es la especie de guacamayo más grande del género Ara. Sin embargo, al igual que otros guacamayos, y a pesar de su extenso rango de distribución, en los últimos años ha habido una marcada disminución en su número debido a la pérdida de hábitat y las capturas para el tráfico de mascotas.

## Descripción

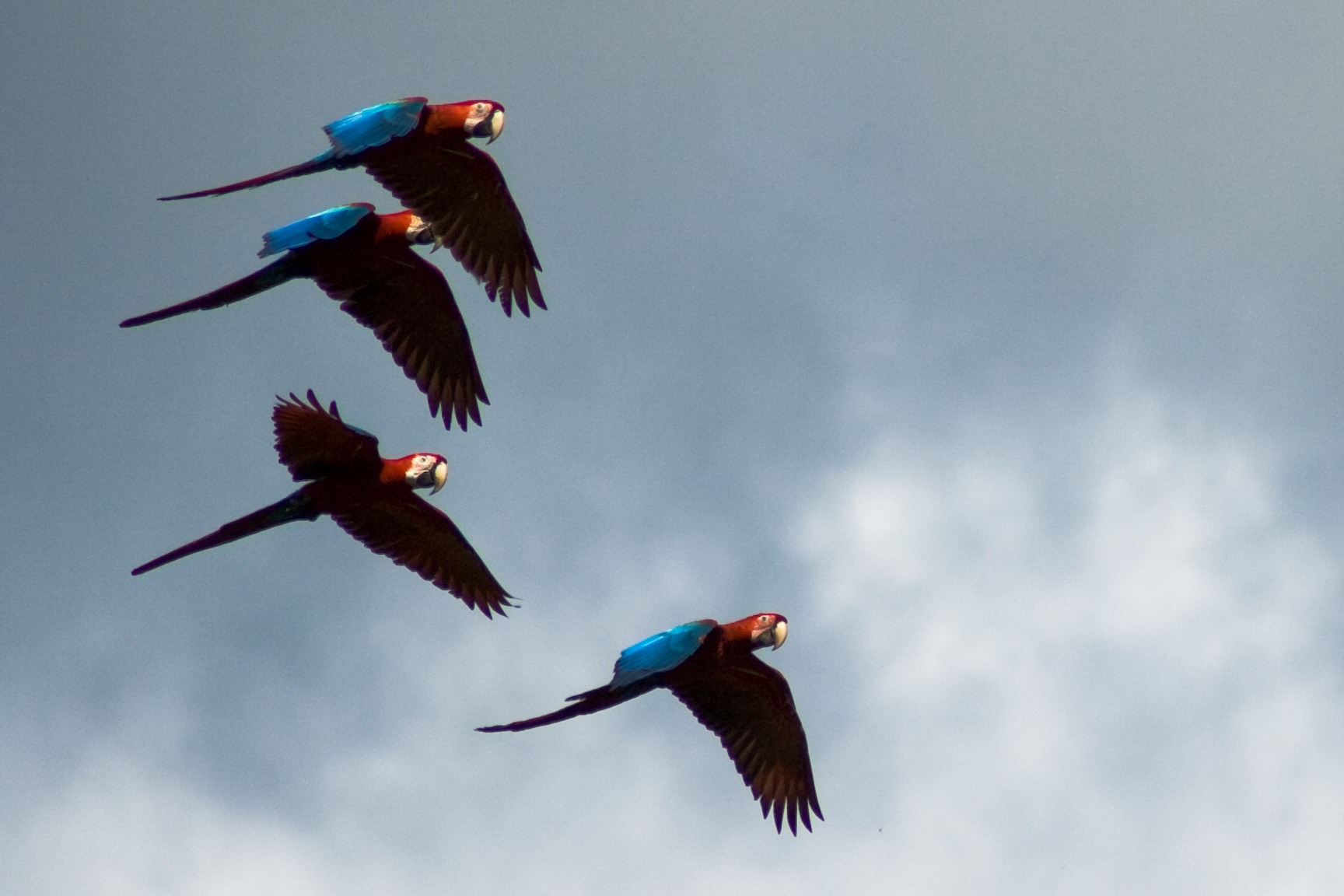
Guacamayos volando en Perú.

En términos de longitud, esta especie solo es superada en tamaño por el guacamayo jacinto, el más grande de todos los guacamayos. El guacamayo rojo alcanza una longitud corporal total de 90 a 95 cm en adultos. Se encontró que doce adultos tenían un promedio de 1.214 g. Se ha informado un rango de peso de entre 1050 y 1708 g. Si bien su rango de peso es muy similar al del jacinto, el peso promedio del guacamayo rojo es ligeramente superado tanto por el jacinto como por el guacamayo ambiguo, y entre todos los loros vivos, además, por el kakapo.

## Distribución y hábitat
Esta especie se distribuye en amplio rango por toda Sudamérica, desde el este de Panamá, noroeste y este de Colombia, este del Perú y Ecuador, toda Venezuela, las tres Guayanas, Brasil, nordeste y este de Bolivia, Paraguay hacia Concepción y el noreste de Argentina.

## Reproducción

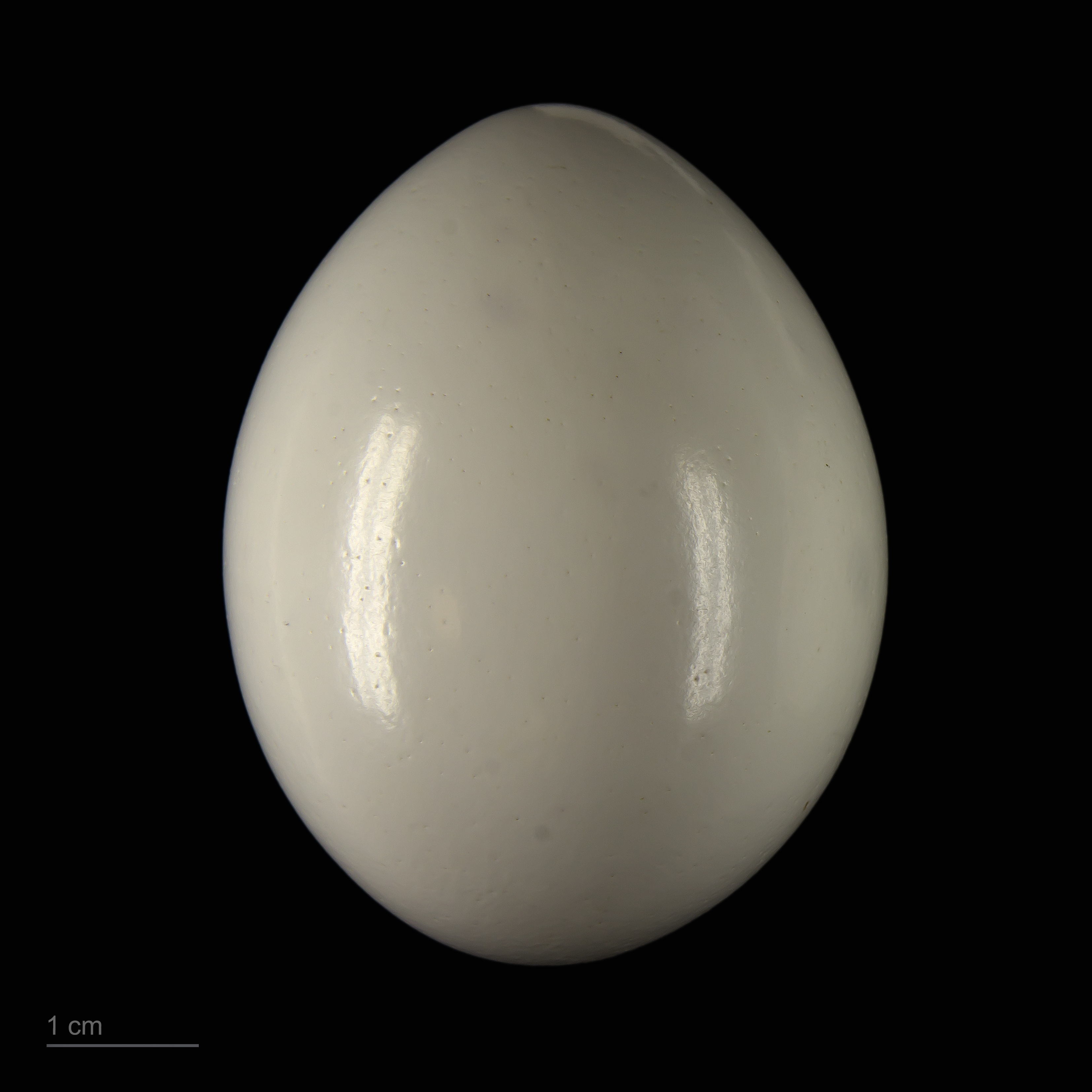
Ara chloropterus - MHNT

El guacamayo rojo generalmente se aparea de por vida. Al igual que muchos otros loros, anida en cavidades naturales o huecos en los árboles. La hembra normalmente pone dos o tres huevos, que incuba durante unos 28 días y las crías abandonan el nido unos 90 días después de la eclosión.

## Amenazas y conservación
La Lista Roja de la UICN cataloga al guacamayo aliverde como especie bajo preocupación menor. Sin embargo, sus poblaciones disminuyeron rápidamente por la destrucción de hábitat y la captura para su comercio ilegal como mascotas, debido a que tienen un plumaje colorido e imitan con mucha claridad la voz humana.
El guacamayo rojo es objeto de un programa de reintroducción en los Esteros del Iberá en la provincia de Corrientes por parte de World Parrot Trust, Aves Argentinas y la Fundación CLT (Conservation Land Trust) (y quizás BirdLife International), que se espera pueda promover el turismo al área. Los guacamayos cautivos de Gran Bretaña se importaron en 2015 y la primera pareja de se liberó en febrero de 2019. Se estima que su población silvestre actualmente oscila entre 50 000 y 100 000 individuos.
A mediados de la década de 2010, se descubrió que los guacamayos habían colonizado el Parque Nacional Iguazú en la provincia de Misiones y, a partir de 2019, la especie parece haberse extendido más hacia el cercano Parque provincial Puerto Península.